# Barbara Slawig
Barbara Slawig (* 22. September 1956 in Braunschweig) ist eine deutsche Schriftstellerin und Übersetzerin. 

## Leben
Barbara Slawig studierte nach dem Abitur Biologie an der Universität Bochum. Nachdem sie 1981 die Diplomprüfung abgelegt hatte, verbrachte sie ein Forschungsjahr an der Universität Leeds und war von 1983 bis 1986 als wissenschaftliche Mitarbeiterin am Max-Planck-Institut für molekulare Genetik in Berlin tätig. 1986 promovierte sie an der Freien Universität Berlin mit einer Arbeit über Meningitis-Epidemien in Westafrika zum Doktor der Naturwissenschaften.
Nach ihrer Promotion verfolgte Barbara Slawig ihre wissenschaftliche Karriere nicht weiter. Sie übte diverse Tätigkeiten aus, u. a. als Dozentin an einer Volkshochschule, in der Schwesternfortbildung und als Taijiquan-Lehrerin. Seit 1990 ist sie als freie Übersetzerin aus dem Englischen tätig; seit 1994 veröffentlicht sie eigene literarische Texte. Slawig lebt in Berlin. 
Barbara Slawig ist Verfasserin von Romanen und Erzählungen, die vorwiegend dem Science-Fiction-Genre angehören. Unter dem Pseudonym Carla Rot veröffentlicht sie auch Krimis.
Barbara Slawig ist Mitglied im Verband deutscher Schriftsteller, VS, und im Verband deutschsprachiger Übersetzer literarischer und wissenschaftlicher Werke. Sie erhielt 2001 ein Arbeitsstipendium des Berliner Senats sowie den Leserpreis des Online-Magazins „Alien Contact“.

## Werke
- Antigen-Spezifität von Serum-Antikörpern in Bezug auf die Zelloberfläche von Neisseria meningitidis der Serogruppe A. Berlin 1986.
- Die lebenden Steine von Jargus. Zürich 2000; auch als Flugverbot. Argument, Berlin 2003.
  - durchgesehene Neuausgabe: Flugverbot (mit der zusätzlichen Erzählung Pakettage), Golkonda-Verlag, Berlin 2013. ISBN 978-3-942396-77-6
- Pakettage. Story im Online-Magazin Alien contact 2003.
- Bericht über Evans. Story im Magazin Phantastisch! 2005.
- Patentlösung. Droste, Düsseldorf 2009, unter dem Titel Bei Abflug Mord auch als E-Book bei Carlsen, Hamburg 2013.
- Blutasche. Droste, Düsseldorf 2010.
- Visby. Bloomsbury Berlin 2012.

## Übersetzungen
- Helen Brooks: Wilder Zauber Griechenlands. Berlin 1993.
- Daphne Clair de Jong: Eine süße Herausforderung. Berlin 1993.
- Robyn Donald: Unser Inselparadies. Berlin 1993.
- Robyn Donald: Warum vertraust du mir nicht?. Berlin 1993.
- Natalie Fox: Hazienda der Orchideen. Berlin 1993.
- Simon Ings: Datafat. München 1999.
- Penny Jordan: Ganz leise kam die Liebe. Berlin 1993.
- Michael P. Kube-McDowell: Trigon. München.
  - Bd. 1. Das Wagnis. 1997.
  - Bd. 2. Das Geheimnis. 1997.
  - Bd. 3. Das Reich. 1998.
- Kathryn Kramer: Retterin des Herzens. München 1994.
- Kathryn Kramer: Die schöne Unbekannte. München 1996.
- Miranda Lee: Wo die Liebe wohnt. Berlin 1993.
- Roberta Leigh: Zärtliches Weekend auf dem Lande. Berlin 1993.
- Ian R. MacLeod: Aether. Stuttgart 2005.
- Cordwainer Smith: Ein Planet namens Shayol. Story im Online-Magazin "Alien Contact" (2005) und in Hardy Kettlitz (Hrsg.): Alien Contact Jahrbuch 2005. Shayol, Berlin 2005.
- Jennifer Nadel: Eine Frau tötet. München 1995.
- Karen Robards: Mitternachtsliebe. München 1997.
- Yvonne Whittal: Dieser Weg führt in die Liebe. Berlin 1993.